# Înțeleptul de pe muntele blestemat
Înțeleptul de pe muntele blestemat (titlul original: în albaneză Uka i Bjeshkëve të nemura, în sârbă Вук са Проклетија, cu alfabetul latin: Vuk sa Prokletija, în ro: Lupul din Prokletije) este un film dramatic iugoslav vorbit în limba albaneză, realizat în 1968 de regizorul Miomir Stamenković, protagoniști fiind actorii Ljuba Tadić, Abdurahman Šalja, Josif Tatić și Vesna Krajina. 
Preambul
Personajul principal, interpretat de Ljuba Tadić, este Uka, un bătrân albanez care locuiește în Prokletije (Munții Blestemați), munții de la granița kosovano-albaneză, și care în timpul celui de-Al Doilea Război Mondial se confruntă cu faptul că singurul său fiu Džahid (interpretat de Josif Tatić) a devenit un colaborator al ocupanților fasciști italieni și participă la crimele lor împotriva poporului. Se istorisește cum Uka, ghidat de obiceiurile străvechi și de propriul său simț al onoarei, decide să-și confrunte fiul. Filmul produs de studioul Kosovafilm cu sediul la Priștina, este uneori citat ca prima producție de lungă durată a cinematografiei kosovare.

## Distribuție
- Ljuba Tadić – Uka
- Abdurahman Šalja – Fuad bey
- Josif Tatić – Džahid
- Vesna Krajina – Lela
- Branko Pleša – doctorul italian
- Melihat Ajeti – Igračica
- Darko Damevski – Bećir aga
- Dragomir Felba – Uroš
- Faruk Begoli – partizanul
- Milutin Jasnić – Esad
- Slobodanka Marković – Valbona
- Alenka Rancić – Stana
- Miodrag Krivokapić – Mladić

## Premii și nominalizări
- 1968 Festivalul de Film de la Pula
  - Premiul Arena de Aur pentru cel mai bun actor lui Ljuba Tadić[1]
  - Premiul Poarta de Aur (Zlatna vrata Pule) pentru cel mai bun film votat de audiența festivalului
- 1968 Festivalul de Film de la Niš
  - Premiul special pentru cel mai bun actor lui Darko Damevski